# Yusuf al-Qaradawi

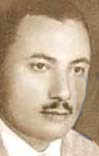
Yusuf al-Qaradawi in de jaren 60

Dr. Yusuf al-Qaradawi (Arabisch: يوسف عبد الله القرضاوي) (Saft Turab, 9 september 1926 – Doha, 26 september 2022) (ook genoemd Sheik of Shaykh), was een Egyptische invloedrijke islamitische soenni-geleerde, islamist en officieus theologisch leider. Hij was een ideoloog van de Internationale Moslimbroederschap (al Ikhwan al Muslimoun) en stond bekend om zijn extreme en antisemitische uitspraken.

## Biografie
Al-Qaradawi memoriseerde de hele Koran reeds voor zijn tiende levensjaar, studeerde aan de universiteit Al-Azhar te Caïro en behaalde zijn PhD Islamitische studies in 1974. Hij werkte daarna als leraar en schrijver aan Al-Azhar en op het Departement van Awqaf (Beheer van islamitische liefdadig-religieuze giften ofwel Waqf). Hij was Deken van de Faculteit voor Sharia en Islamitische Studies aan de Universiteit van Qatar, ook was hij President van de "European Council for Fatwa and Research". Hij was meer dan 50 jaar actief in de 'Islamitische Beweging' (lees 'Ikhwan') en op het vlak van Dawa'a (verkondiging en bekering tot de islam).
Qaradawi richtte zich niet alleen op de islamitische wereld maar bijvoorbeeld ook op de moslims en niet-moslims in Europa in ruim honderd boeken en traktaten maar ook door middel van media-kanalen als Al Jazeera en kondigde ook regelmatig fatwa's af over allerlei onderwerpen.
Hem werd een inreisvisum voor het Verenigd Koninkrijk geweigerd in 2008 vanwege zijn extremistische meningen zoals het verdedigen van zelfmoordaanslagen, hij mocht de Verenigde Staten niet in sinds 1999 en hij mocht ook Frankrijk niet in in 2012.
Al-Qaradawi werd 96 jaar oud.

## Opvattingen
Qaradawi zag de Moslimbroederschap als een universele islamitische beweging en heeft in 1990 een manifest van de islamistische heroplevingsbeweging geschreven genaamd "Priorities of the Islamic Movement in the Coming Phase". Hierin wordt deze beweging omschreven als een "georganiseerd, collectief werk, ondernomen door het volk, ter herstel van de islam als leidinggevend voor de samenleving" en tot (her)vestiging van "het islamitische kalifaat zoals verlangd door de sharia".
Al-Qaradawi heeft sjiitische moslims ketters genoemd ("mubtadi'oun"). In 2008 waarschuwde hij voor een "invasie van soennitische samenlevingen door sjiieten". Zelfs collega-leden van de International Union of Muslim Scholars zoals Mohamed Salim el-Awa bekritiseerden hem wegens het promoten van verdeeldheid onder moslims.
In mei 2013 viel al-Qaradawi het alawisme, een stroming binnen de islam, aan. Hij beschreef hen als "ongeloviger dan christenen en joden."
Hij voorspelde in 2002: "dat de islam zal terugkeren naar Europa als veroveraar en overwinnaar, nadat de religie tweemaal was verdreven: in 732 bij de slag bij Poitiers en in 1683 bij het ontzet van Wenen. Het doel hoeft niet noodzakelijkerwijs met het zwaard te worden bereikt, maar kan ook door demografische groei worden gerealiseerd".
In 2004 veroordeelden 2500 islamitische wetenschappers uit 23 landen Qaradawi. Ze beschuldigden hem ervan dat hij de islam een slechte naam zou geven, haat bevorderde tussen beschavingen en een religieuze dekking verstrekte voor terrorisme.

## Qadhafi
Yusuf al-Qaradawi liet regelmatig van zich horen in de (islamitische) wereld. In februari 2011, tijdens de Opstand in Libië, sprak hij een zogenaamde fatwa uit over Moammar al-Qadhafi. Hierin riep hij: "Iedere Libische militair die Kaddafi kan doodschieten moet dit doen om Libië van hem af te helpen.", om de gewelddadigheden in het land te stoppen en het land 'eensgezind islamitisch' te maken.